# La Borsa
La Borsa, znana też jako Exchange Buildings – XIX-wieczny budynek w Valletcie na Malcie, w którym mieści się Maltańska Izba Handlu, Przedsiębiorczości i Przemysłu (The Malta Chamber of Commerce, Enterprise and Industry).
Na miejscu zajmowanym przez La Borsa oryginalnie stał budynek należący do przeoratu Kastylii. W roku 1853 budynek został przekazany The Malta Chamber of Commerce and Enterprise, utworzonej w roku 1848. Został zburzony, a na jego miejscu zbudowano nowy, zaprojektowany przez maltańskiego architekta Giuseppe Bonavię. Praca została podjęta przez budowniczego Michelangelo Azzopardiego, i budynek został oddany do użytku w marcu 1857 roku. Znajdują się w nim, między innymi, Lewis Farrugia Courtyard, Sir Agostino Portelli Hall, Aula Conciliaris (Sala Rady), Banif Lecture Hall oraz Sala Zebrań BOV.
Budynek zaliczony jest przez Malta Environment and Planning Authority do narodowych pomników stopnia 1.

## Architektura budowli
Budynek La Borsa został zaprojektowany przez Giuseppe Bonavię w stylu neoklasycznym. Jego wygląd kontrastuje z tradycyjną architekturą Valletty. Fasada posiada imponującą symetryczną kolumnadę w stylu jońskim. W budynku są trzy kondygnacje ponad poziomem ulicy, oraz jedna podziemna. Budynek jest lekki i elegancki jednocześnie.